# 도요오카시
도요오카시(일본어: 豊岡市)는 일본 효고현 북부(다지마 지역)에 있는 시이다. 다지마 현민국 관할 지역이며, 도요오카 도시권을 형성하는 효고현 북부의 중심 도시이다.
2005년 4월 1일에 주변의 기노사키군 기노사키정, 다케노정, 히다카정, 이즈시군 이즈시정, 단토정과 대등 합병해 효고현에서 면적이 가장 큰 시가 되었다. 일본에서 마지막 야생 황새의 서식지로 알려져 황새 보호, 번식, 공생 사업을 하고 있다. 또 다케노 바닷가 등의 해수욕장, 간나베고원의 캠프장, 스키장, 중요 전통적 건조물군 보존지구인 이즈시, 유명한 온천인 기노사키 온천이 있는 등 관광·레저 시설이 매우 많다. 또 가방 생산지로 널리 알려져 있다.

## 지리
| 효고현 지도 | 비고                                                    |
| ----------- | ------------------------------------------------------- |
|             | 도요오카시 고베시(정령지정도시) 효고현의 시 효고현의 정 |

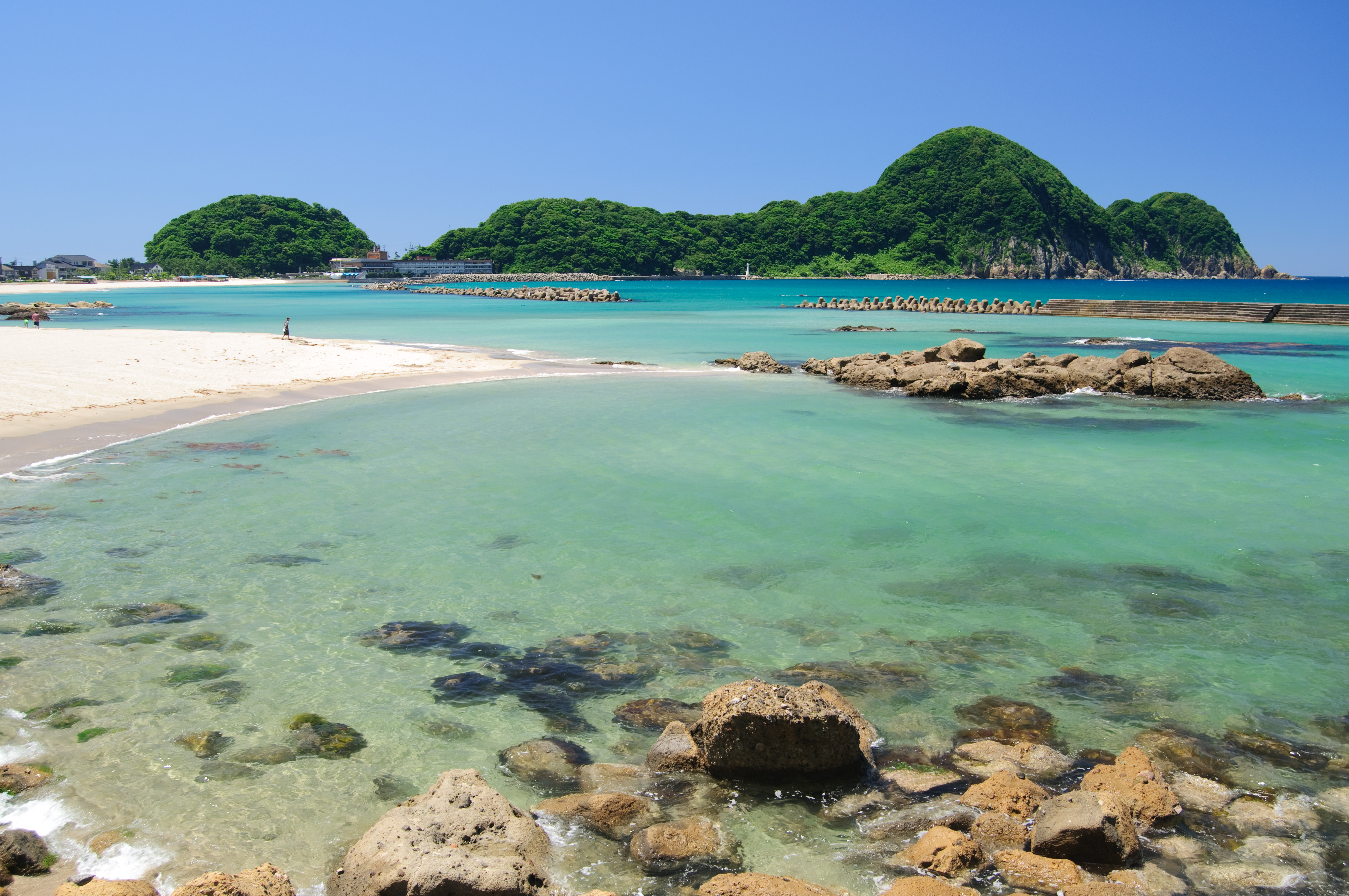

효고현 북부 다지마 지역의 중심 도시이다.
시내 중앙부에는 마루야마강이 흐르고 다지마 지역 최대의 도요오카 분지가 있다. 기후는 동해측 기후이며 폭설 지대이다. 여름에는 무더위가 많다. 또 연간 약 120회의 분지안개가 발생한다. 해안은 산인 해안 국립공원에 속한다. 연교차가 매우 심하고 여름 최고 기온과 겨울 최저 기온의 차이가 40도 가까이 되는 해도 있다.

### 인접하는 자치체
- 효고현
  - 야부시, 아사고시, 미카타군 가미정
- 교토부
  - 교탄고시, 후쿠치야마시, 요사군 요사노정

### 기후
| 도요오카시의 기후                                            | 도요오카시의 기후 | 도요오카시의 기후 | 도요오카시의 기후 | 도요오카시의 기후 | 도요오카시의 기후 | 도요오카시의 기후 | 도요오카시의 기후 | 도요오카시의 기후 | 도요오카시의 기후 | 도요오카시의 기후 | 도요오카시의 기후 | 도요오카시의 기후 | 도요오카시의 기후 |
| 월                                                           | 1월               | 2월               | 3월               | 4월               | 5월               | 6월               | 7월               | 8월               | 9월               | 10월              | 11월              | 12월              | 연간              |
| ------------------------------------------------------------ | ----------------- | ----------------- | ----------------- | ----------------- | ----------------- | ----------------- | ----------------- | ----------------- | ----------------- | ----------------- | ----------------- | ----------------- | ----------------- |
| 역대 최고 기온 °C (°F)                                       | 21.4 (70.5)       | 23.0 (73.4)       | 26.7 (80.1)       | 32.2 (90.0)       | 33.9 (93.0)       | 38.4 (101.1)      | 39.3 (102.7)      | 39.4 (102.9)      | 37.9 (100.2)      | 32.4 (90.3)       | 27.2 (81.0)       | 23.7 (74.7)       | 39.4 (102.9)      |
| 일평균 최고 기온 °C (°F)                                     | 7.4 (45.3)        | 8.4 (47.1)        | 13.0 (55.4)       | 19.3 (66.7)       | 24.3 (75.7)       | 27.3 (81.1)       | 31.2 (88.2)       | 32.8 (91.0)       | 27.8 (82.0)       | 22.2 (72.0)       | 16.5 (61.7)       | 10.5 (50.9)       | 20.1 (68.2)       |
| 일일 평균 기온 °C (°F)                                       | 3.3 (37.9)        | 3.7 (38.7)        | 7.2 (45.0)        | 12.7 (54.9)       | 17.8 (64.0)       | 21.8 (71.2)       | 26.0 (78.8)       | 27.1 (80.8)       | 22.6 (72.7)       | 16.6 (61.9)       | 11.1 (52.0)       | 5.9 (42.6)        | 14.6 (58.3)       |
| 일평균 최저 기온 °C (°F)                                     | 0.4 (32.7)        | 0.2 (32.4)        | 2.4 (36.3)        | 6.9 (44.4)        | 12.4 (54.3)       | 17.7 (63.9)       | 22.3 (72.1)       | 23.1 (73.6)       | 18.9 (66.0)       | 12.6 (54.7)       | 7.2 (45.0)        | 2.5 (36.5)        | 10.5 (50.9)       |
| 역대 최저 기온 °C (°F)                                       | −12.5 (9.5)       | −11.1 (12.0)      | −11.0 (12.2)      | −3.2 (26.2)       | 0.7 (33.3)        | 6.0 (42.8)        | 13.0 (55.4)       | 13.8 (56.8)       | 7.9 (46.2)        | 2.0 (35.6)        | −2.2 (28.0)       | −9.1 (15.6)       | −12.5 (9.5)       |
| 평균 강수량 mm (인치)                                        | 248.0 (9.76)      | 188.0 (7.40)      | 150.6 (5.93)      | 99.6 (3.92)       | 122.1 (4.81)      | 150.0 (5.91)      | 187.7 (7.39)      | 144.5 (5.69)      | 243.8 (9.60)      | 172.4 (6.79)      | 154.6 (6.09)      | 227.6 (8.96)      | 2,072 (81.57)     |
| 평균 강설량 cm (인치)                                        | 82 (32)           | 74 (29)           | 14 (5.5)          | 0 (0)             | 0 (0)             | 0 (0)             | 0 (0)             | 0 (0)             | 0 (0)             | 0 (0)             | 0 (0)             | 34 (13)           | 204 (80)          |
| 평균 강수일수 (≥ 0.5mm)                                      | 23.3              | 18.8              | 16.9              | 12.3              | 11.6              | 12.3              | 13.5              | 11.3              | 14.3              | 13.8              | 16.3              | 21.3              | 185.4             |
| 평균 강설일수 (≥ 0cm)                                        | 19.8              | 17.2              | 7.2               | 0.5               | 0                 | 0                 | 0                 | 0                 | 0                 | 0                 | 0.4               | 11.4              | 56.5              |
| 평균 상대 습도 (%)                                           | 84                | 81                | 75                | 71                | 71                | 77                | 79                | 76                | 80                | 81                | 82                | 83                | 78                |
| 평균 월간 일조시간                                           | 65.0              | 75.4              | 116.8             | 164.0             | 186.8             | 138.1             | 150.5             | 189.0             | 123.2             | 115.0             | 90.6              | 72.9              | 1,487.3           |
| 출처: 일본 기상청 (평년값: 1991년~2020년, 극값: 1918년~현재) |                   |                   |                   |                   |                   |                   |                   |                   |                   |                   |                   |                   |                   |

## 인구
| 연도                          | 인구    | ±%    |
| ----------------------------- | ------- | ----- |
| 1950                          | 102,838 | —     |
| 1955                          | 102,557 | −0.3% |
| 1960                          | 99,572  | −2.9% |
| 1965                          | 96,599  | −3.0% |
| 1970                          | 94,732  | −1.9% |
| 1975                          | 95,687  | +1.0% |
| 1980                          | 96,448  | +0.8% |
| 1985                          | 96,086  | −0.4% |
| 1990                          | 94,163  | −2.0% |
| 1995                          | 93,859  | −0.3% |
| 2000                          | 92,752  | −1.2% |
| 2005                          | 89,208  | −3.8% |
| 2010                          | 85,607  | −4.0% |
| 2015                          | 82,250  | −3.9% |
| 2020                          | 77,489  | −5.8% |
| Toyooka population statistics |         |       |

## 역사

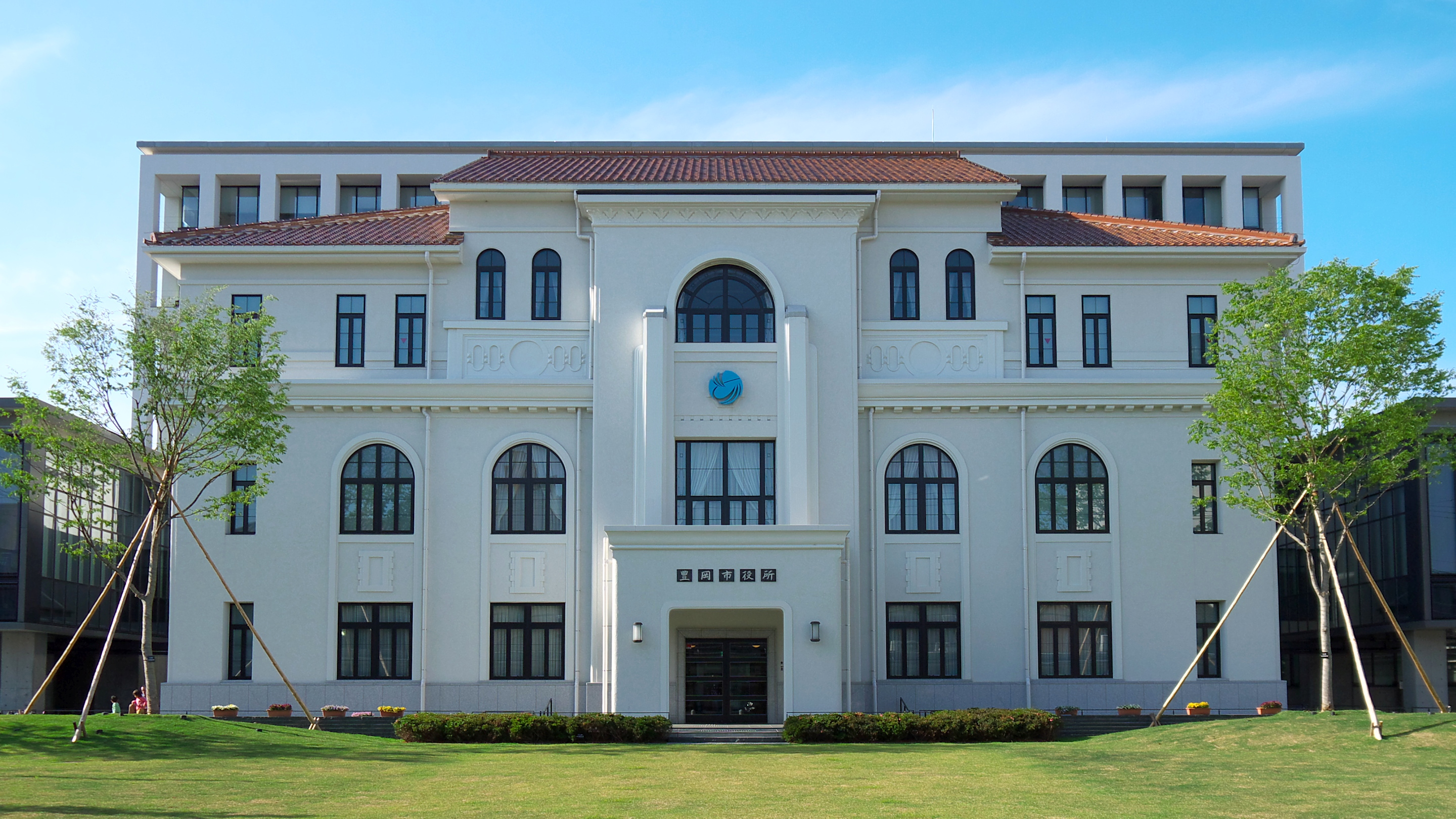
도요오카시청

- 1950년 4월 1일 - 기노사키군의 도요오카정을 포함한 1정 4촌이 신설 합병해 도요오카시가 성립하였다.
- 2005년 4월 1일 - 주변의 기노사키정·다케노정·히다카정·이즈시정·단토정과 신설 합병해 새로운 도요오카시가 되었다.

## 교통

### 철도
- 서일본 여객철도 산인 본선
- 기타킨키 탱고 철도(일본어판) 미야즈선(일본어판)
- 노사키 로프웨이(일본어판)

### 도로
- 기타킨키 도요오카 자동차도(일본어판)
- 국도 178호선
- 국도 제312호선 (일본)(일본어판)
- 국도 제426호선 (일본)(일본어판)
- 국도 제482호선 (일본)(일본어판)

### 공항
- 다지마 비행장